# 負芻
負芻（ふすう、生没年不詳）は、中国戦国時代の楚の最後の王（在位：紀元前228年 - 紀元前223年）。姓は羋、氏は熊。考烈王の庶子、あるいは弟。

## 生涯
幽王10年（紀元前228年）、幽王が亡くなると公子猶（哀王）が継いで楚王となったが、即位してから二か月余りで庶兄である負芻の一派が襲撃して殺し、負芻は楚王に即位した。負芻の一派は、幽王が考烈王の子ではないことを知り、その同母弟で遺腹子の哀王にも疑いを抱いたとされる。
楚王負芻4年（紀元前224年）、楚の大将軍の項燕が秦の老将軍王翦に蘄で敗れた。
楚王負芻5年（紀元前223年）、王翦と蒙武が楚を攻め、負芻は捕虜となった。
負芻が捕虜とされた後、項燕は公子の昌平君を擁立して秦に抵抗したが、王翦の猛攻で両者は戦死し、春秋時代から続いた楚はついに滅亡した（楚攻略）。